# Liste der Monuments historiques in Val-de-Livenne
Die Liste der Monuments historiques in Val-de-Livenne führt die Monuments historiques in der französischen Gemeinde Val-de-Livenne auf.

## Liste der Bauwerke

### Marcillac
| Bezeichnung       | Beschreibung                  | Standort | Kennzeichnung | Schutzstatus | Datum | Bild           |
| ----------------- | ----------------------------- | -------- | ------------- | ------------ | ----- | -------------- |
| Friedhofskreuz    |                               | (Lage)   | PA00083615    | Classé       | 1907  | weitere Bilder |
| Kirche St-Vincent | Erbaut im 12./13. Jahrhundert | (Lage)   | PA00083616    | Classé       | 1908  | weitere Bilder |

## Liste der Objekte

### Marcillac
| Bezeichnung                    | Beschreibung                     | Standort                        | Kennzeichnung | Schutzstatus | Datum | Bild |
| ------------------------------ | -------------------------------- | ------------------------------- | ------------- | ------------ | ----- | ---- |
| Skulptur der heiligen Athanase | Holz, bemalt, 17. Jahrhundert    | in der Kirche St-Vincent (Lage) | PM33001602    | Inscrit      | 1986  |      |
| Ölgemälde Le Repas d’Emmaüs    | 17. Jahrhundert                  | in der Kirche St-Vincent (Lage) | PM33001600    | Inscrit      | 1986  |      |
| Skulpturengruppe Pietà         | Holz und Marmor, 17. Jahrhundert | in der Kirche St-Vincent (Lage) | PM33000593    | Classé       | 1912  |      |
| Retabel                        | Stein, 17. Jahrhundert           | in der Kirche St-Vincent (Lage) | PM33000594    | Classé       | 1970  |      |
| Altar mit Retabel              | Holz, 17. Jahrhundert            | in der Kirche St-Vincent (Lage) | PM33000595    | Classé       | 1970  |      |
| Skulptur des heiligen Antonius | Stein, 17. Jahrhundert           | in der Kirche St-Vincent (Lage) | PM33001603    | Inscrit      | 1986  |      |
| Skulptur des heiligen Vincent  | Holz, bemalt, 17. Jahrhundert    | in der Kirche St-Vincent (Lage) | PM33001601    | Inscrit      | 1986  |      |

### Saint-Caprais-de-Blaye
| Bezeichnung | Beschreibung          | Standort                      | Kennzeichnung | Schutzstatus | Datum | Bild |
| ----------- | --------------------- | ----------------------------- | ------------- | ------------ | ----- | ---- |
| Glocke      | Bronze, 1597 gegossen | in der Kirche St-Clair (Lage) | PM33000669    | Classé       | 1942  |      |